# Żwirowcowate
Żwirowcowate (Glareolidae) – rodzina ptaków z rzędu siewkowych (Charadriiformes). 

## Zasięg występowania
Rodzina obejmuje gatunki lądowe zamieszkujące Stary Świat i Australię. 

## Charakterystyka
Ptaki te charakteryzują się następującymi cechami:
- szczątkowa błona pławna między palcem środkowym a zewnętrznym
- brak wyraźnego dymorfizmu płciowego
- w ubarwieniu przeważają kolory od oliwkowego, przez brązowy po czarny oraz biel
- biotop stanowią stepy i inne suche, kamieniste lub piaszczyste tereny otwarte
- gniazdo na ziemi
- w zniesieniu 2 do 4 jaj
- wysiaduje samica, lecz potomstwem opiekują się oboje rodzice.

## Systematyka
Do rodziny należą następujące podrodziny:
- Cursoriinae G.R. Gray, 1840 – rączaki
- Glareolinae C.L. Brehm, 1830 – żwirowce

Rodzaj o niejasnym pokrewieństwie i nieklasyfikowany w żadnej z podrodzin:
- Rhinoptilus Strickland, 1852